# Émilie Maroteaux
Pour les articles homonymes, voir Maroteaux.
Émilie Maroteaux est une coureuse d'ultrafond française née le 9 février 1980. Spécialiste de l'ultra-trail, elle a notamment remporté la Diagonale des Fous 2021 à La Réunion. Elle est installée sur cette île, où elle exerce en tant que masseuse-kinésithérapeute à Saint-Paul.

## Résultats
| no  | féminin            | Course                             | Longueur | Départ          | Temps            |
| --- | ------------------ | ---------------------------------- | -------- | --------------- | ---------------- |
| 27e | Médaille de bronze | Trail de Bourbon                   | 112 km   | 19 octobre 2019 | 20 h 54 min 50 s |
| 27e | Médaille d'or      | Diagonale des Fous                 | 160 km   | 21 octobre 2021 | 29 h 54 min 59 s |
| 7e  | Médaille d'or      | Swiss Canyon Trail                 | 112 km   | 4 juin 2022     | 14 h 24 min 14 s |
| 13e | Médaille d'argent  | Swiss Canyon Trail                 | 112,3 km | 3 juin 2023     | 13 h 39 min 29 s |
| 37e | Médaille de bronze | Diagonale des Fous                 | 165 km   | 19 octobre 2023 | 30 h 38 min 2 s  |
| 6e  | Médaille d'argent  | Mountain Ultra Trail by UTMB - 100 | 98 km    | 24 mai 2025     | 13 h 35 min 35 s |